# Butilscopolamină
Butilscopolamina (utilizată sub formă de bromură de butilscopolamină, cu denumirea comercială Buscopan, printre altele) este un medicament antispastic anticolinergic derivat de scopolamină care relaxează musculatura netedă a organelor din zona abdominală și pelviană. Este utilizată pentru a trata durerea abdominală, spasmele esofagiene, colicile renale și spasmele vezicale.  Se folosește și ca antispastic în radiologie. Căile de administrare disponibile sunt cea orală, intravenoasă și rectală.
Molecula a fost patentată în 1950 și a fost aprobată pentru uz medical în anul 1951. Se află pe lista medicamentelor esențiale ale Organizației Mondiale a Sănătății. Este disponibil sub formă de medicament generic.